# Kuo Shou Ching (cráter)
Kuo Shou Ching es un pequeño cráter de impacto que se encuentra en la parte noroeste de la llanura amurallada del cráter Hertzsprung, en la cara oculta de la Luna. Se trata de un cráter de forma oval que se alarga en el eje norte-sur. El límite de su borde está bien definido y no se ha erosionado notablemente. Las paredes interiores son simples pendientes que descienden al suelo interior.
|  |